# Gold Bar
Gold Bar é uma cidade localizada no estado norte-americano de Washington, no Condado de Snohomish.

## Demografia
Segundo o censo norte-americano de 2000, a sua população era de 2014 habitantes.
Em 2006, foi estimada uma população de 2349, um aumento de 335 (16.7%).

## Geografia
De acordo com o United States Census Bureau tem uma área de
2,8 km², dos quais 2,8 km² cobertos por terra e 0,0 km² cobertos por água. Gold Bar localiza-se a aproximadamente 45 m acima do nível do mar.

## Localidades na vizinhança
O diagrama seguinte representa as localidades num raio de 12 km ao redor de Gold Bar.